# Mumijo
Mumijo [mumio, mumie, mummiyo, mummiya etc. zijn verschillende spellingen van het Russische мумиё] is ook bekend als Shilajit / Shilajeet in de Ayurvedische geneeskunde en onder een aantal andere namen waaronder Barahshin, Dorobi, Baraga Shun, Chao-tong, Wu Ling Zhi en Brag-Shun. Het heeft een lange gebruiksgeschiedenis als alternatief medicijn en staat in de Ayurvedische geneeskunde in hoog aanzien als een remedie tegen allerlei kwalen, zoals nieraandoeningen, chronische bronchitis, diabetes, anemie (bloedarmoede) en verstoorde bloedsuikerwaarden, astma, galstenen, geelzucht, dyspepsie, bloedende aambeien, epilepsie, een vergrote lever en milt, algemene spijsverteringsstoornissen, wormen, prostatitis, zenuwzwakte, impotentie en gebrek aan libido, botfracturen, algemene wondheling, verkoudheid], als vitaliteit verhogend en als anti-verouderingsmiddel. Meer dan 3000 jaar oude Sanskriet geschriften maken al melding van deze 'vernietiger der zwakheid'. Aristoteles schreef in de 4e eeuw voor Christus al over de helende werking van Mumijo.

## Uiterlijk
Het is een teerachtige substantie die wordt gevonden in Afghanistan, Nepal, Bhutan, Pakistan, China, Tibet en Rusland; op de hoogvlaktes (1000-5000m boven zee-niveau) van de Himalaya, de Kaukasus en het Altai gebergte, alle in Centraal-Azië. Ook in streken van Antarctica is een soortgelijke substantie gevonden. De kleur kan variëren van gelig bruin tot diepzwart, afhankelijk van de samenstelling. Voor medicinale toepassingen wordt aan de zwarte variant de voorkeur gegeven, deze is het meest krachtig. Mumijo /Shilajit is zeldzaam en daardoor duur. Veel van de commercieel te koop aangeboden supplementen zijn waarschijnlijk in feite Ozokerite, een soortgelijke substantie, die echter geen organische bestanddelen bevat, wordt gewonnen in open mijnen (dus niet uit de bergwand komt sijpelen) en een ingrediënt is van o.m. lipstick en andere cosmetica. Het heeft geen medicinale werking. Ozokerite is keihard, terwijl Mumijo een zachte pasta is. Echte Mumijo heeft een vaag olieachtige/asfaltachtige geur, en zal in de palm van de hand zacht worden als gevolg van lichaamswarmte.

## Folklore
Volgens de Altai folklore viel het de lokale bevolking op dat dieren, als zij zich zwak voelden of gewond waren, aan de zwarte of geelbruine substantie die op de rotsen zat likten en daar blijkbaar baat bij hadden. De mensen gingen het zelf proberen en de resultaten maakten indruk.
In de Himalaya circuleren soortgelijke verhalen. De lokale Tibetaanse bevolking ontdekte Brag-Shun [zoals Mumijo ter plaatse wordt genoemd] toen ze apen observeerden. Deze likten aan de pasteuze massa die uit de bergkloven kwam sijpelen onder invloed van de zonnewarmte. Aangezien het observeren en interpreteren van dieren en hun gedrag een belangrijk onderdeel van de heelkunde was in die tijd legden de dorpelingen algauw een verband tussen de kracht en vitaliteit van de apen en de Brag-Shun. Ze begonnen het zelf te gebruiken en maakten melding van een opvallende verbetering van hun gezondheid en uithoudingsvermogen, meer vitaliteit en een afname van problemen zoals spijsverteringsaandoeningen en impotentie.

## Oorsprong en samenstelling
Onder invloed van zonnewarmte 'zweet' de rots en dit 'zweet' is de Mumijo / Shilajit. De chemische samenstelling is inmiddels vastgesteld. Het is een wisselende combinatie van gefossiliseerde / gefermenteerde vegetatie van planten zoals de Euphorbia royleana (een succulent die een latex-achtige substantie afscheidt en daarmee waarschijnlijk verantwoordelijk is voor de pasta-achtige textuur van Mumijo) en Trifolium repens (witte klaver), vermengd met mineralen die van oorsprong in het gesteente aanwezig zijn. Verder zijn er schimmels en sporenelementen in overvloed, zoals in alle humus-achtige substanties. De samenstelling is afhankelijk van de vindplaats, uiteraard.
Vanuit de optiek van de medische wetenschap zijn de belangrijkste actieve componenten benzoëzuur en verwante elementen zoals humuszuur en fulvinezuur, die ontstaan door het vergaan van o.m. planten. Deze laatste worden in de tuinbouw maar ook in voedingssupplementen toegepast. De functie van deze zuren voor de mens is het bevorderen van de opname van voedingstoffen. De heilzame werking van bijvoorbeeld een modderbad berust o.m. op de aanwezigheid van deze zuren.

## Wetenschap en medicinaal gebruik
In de Sovjet-Unie was de eerste die Mumijo wetenschappelijk onderzocht Prof. A.M. Shakirov, directeur van het Oezbeeks Wetenschappelijk onderzoeksinstituut van Traumatologie en Orthopedie (УзНИИТО). Hij kwam met de aanbeveling dat Mumijo zou moeten worden toegepast als hulpmiddel bij het herstellen van botbreuken. Sinds 1961 is het een officieel toegelaten en erkend medicijn.
Uit zijn onderzoek bleek dat de heling van botbreuken wordt aanzienlijk versneld door Mumijo oraal te gebruiken. In 1965 werd een eerste Mumijo symposium georganiseerd in Doeshanbe (Tadzjikistan), waar onderzoeksresultaten werden vergeleken en geëvalueerd. De uitkomst was dat meer klinische studies gerechtvaardigd waren. Een tweede symposium werd in 1972 gehouden op initiatief van het Pyatigorsk Institute of Balneology (=onderzoek van helende minerale baden) and Fysiotherapie (in Jessentoeki, een stadje aan de voet van het Kaukasus gebergte). Een derde vond plaats op initiatief van het Soviet Ministerie van Gezondheid in Tasjkent. Het is duidelijk dat de positieve resultaten van onderzoek en klinisch gebruik de aandacht trokken.
In het territorium van de voormalige Sovjet-Unie worden geneesmiddelen en supplementen op basis van Mumijo nog steeds in iedere apotheek te koop aangeboden en verder ontwikkeld resultaten van onderzoek geven daar aanleiding toe. Het gaat dan vooral om tabletten en capsules. Het is daar erkend als geneesmiddel en er is de afgelopen decennia veel wetenschappelijk onderzoek naar verricht, dat echter voor de rest van de wereld grotendeels onbekend is vanwege de taalbarrière en de tot 1989 gesloten grenzen van de Sovjet-Unie.
Momenteel wordt vooral in India wetenschappelijk onderzoek verricht naar de basis van de werking van traditionele Ayurvedische medicatie, waaronder dus ook Mumijo/Shilajit. Het wordt daar regionaal en tegenwoordig ook via internet in grote mate aangeboden, met vaak de wildste claims voor wat betreft de werking.

## Veiligheid
Shilajit (verkrijgbaar als voedingssupplement) is mogelijk een bron van thallium en andere zware metalen en dient daarom met voorzichtigheid te worden ingenomen en de leveranciers dienen goed te testen op zware metalen.

## Onderzoek
Bevestigde claims (alle op basis van dierproeven)
- Pijnverdrijvend[10]
- Anti-Alzheimer (veelbelovend, meer onderzoek nodig. Er is een effect op de cholinerge activiteit waargenomen in de hersenen. Medicatie die een toename van die activiteit bewerkstelligd is belangrijk binnen het onderzoek naar anti-alzheimer medicatie.[11][12]
- Ontstekingsremmend (artritis, reumatische klachten)[10]
- Maagzweerremmend, m.n. door de aanwezigheid van fulvinezuur en 4'-methoxy en 6-carbomethoxy bi phenyl (beide laatste zijn verwant aan amfetamine en hebben een stimulerend effect[13][14]
- Anxiolyse (angstremmend en anti-stress, vergelijk de effecten van valium)[14][15]
- Noötropisch effect : verbetering van cognitieve functies, gaat vergeetachtigheid tegen, (denk ook aan anti-alzheimer) en algehele verbetering van de bloedtoevoer naar de hersenen.[12][15]
- Optimaliseert de opname van voedingsbestanddelen in het lichaam, wat kan leiden tot gewichtstoename[16]

Onbevestigde claims
- Voorkomt hartaanvallen[10]
- Effect op de bloeddruk[10]
- Effect op het zenuwstelsel (In een dosis van 50–200 mg/kg lichaamsgewicht kon geen effect worden waargenomen)[10]
- Astma[10]

Deze claims worden wel in de traditionele Ayurvedische geneeskunde (Indian System of Medicine) genoemd. Overige claims zijn voor zover kon worden nagegaan nog niet onderzocht.